# Autogestión

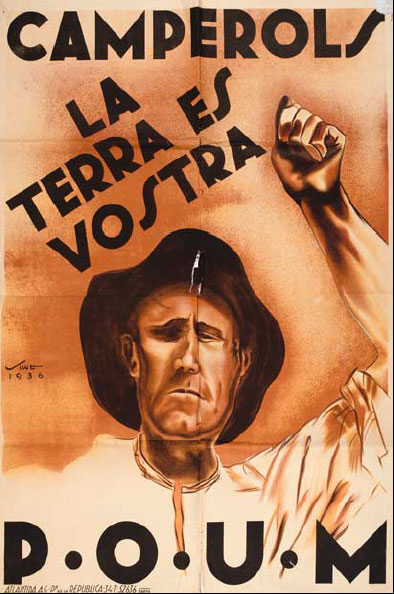
Póster propagandístico del Partido Obrero de Unificación Marxista (P.O.U.M.) de la guerra civil española (1936-1939) animando al colectivismo autogestionario de las explotaciones agrícolas: Campesinos, la tierra es vuestra.

En el ámbito de la organización, la autogestión (que significa administración autónoma), también llamada (en el contexto de un proceso de ejecución autónomo) proceso ejecutivo, es el uso de cualquier método, habilidad y estrategia a través de las cuales los partícipes de una actividad pueden guiar el logro de sus objetivos con autonomía en el manejo de los recursos. Se realiza por medio del establecimiento de metas, planificación, programación, seguimiento de tareas, autoevaluación, autointervención y autodesarrollo.
La autogestión pretende el empoderamiento de los individuos para que cumplan objetivos por sí mismos, como por ejemplo dentro de los departamentos de una empresa (ver: esquema matricial). Incluye varios aspectos de la organización, como la preparación personal para asumir competencias y el liderazgo y los equipos o grupos de trabajo.
El origen del concepto se puede encontrar en el mundo de la administración de empresas, y en la actualidad ha pasado a usarse en los campos de la educación y la psicología. Es un concepto altamente utilizado en los movimientos sociales.

## Autogestión y Cooperativismo

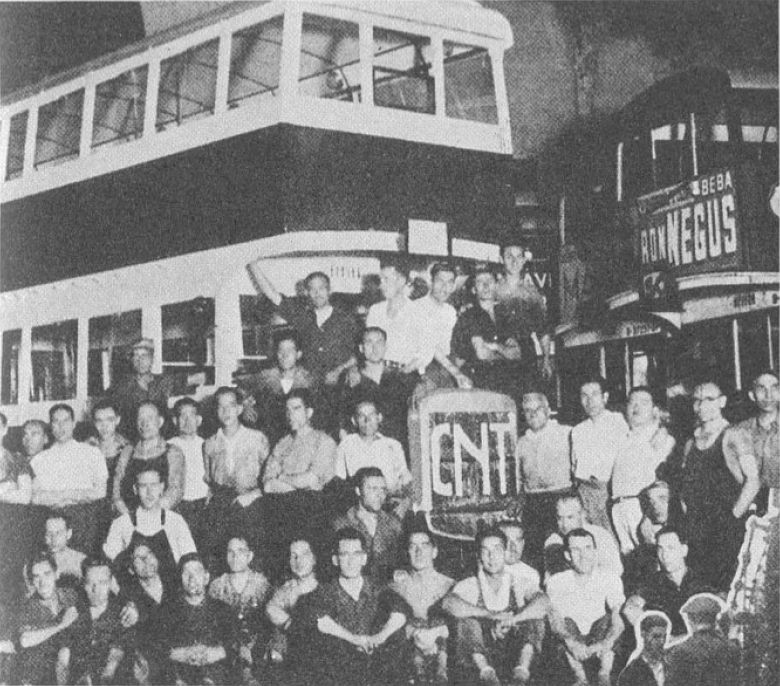
Trabajadores de una fábrica colectivizada de autobuses en Barcelona (1936). A comienzos de la guerra civil española (1936-1939), muchas fábricas fueron tomadas por los sindicatos, y se estableció la autogestión de las mismas por los trabajadores.

Aproximaciones conceptuales que parten de la definición de autonomía, llaman autogestión a la constitución y funcionamiento de instituciones o comunidades basadas en la autonomía y en la capacidad de decisión de las personas. Por ello podemos asimilarla también a una democracia de calidad o a una suerte de participación integral.
La autoorganización de las personas productoras en cooperativas es otra plasmación histórica de la autogestión. Las cooperativas de trabajo o de producción llevan casi doscientos años demostrando que las personas trabajadoras pueden gestionar las empresas sin el patrón. Hay numerosos casos sobre la recuperación de fábricas por parte de sus empleados, una situación que es común en épocas de crisis económicas como la que sufrieron varios países a fines del siglo XX y principios del siglo XXI.
Las cooperativas forman parte del conjunto más amplio de formas organizativas autogestionarias o de autogestión, donde lo que las identifica es el manejo democrático de la empresa por los propios trabajadores y trabajadoras. En este sentido, se trata de tomar en nuestras manos la solución de nudos problemáticos, y así lograr satisfacer nuestras necesidades con trabajo propio, creatividad y esfuerzo, gestionando los recursos de forma democrática y en el interés de todos. Esta forma de organización no solo se encuentra presente en la esfera económica, es posible ver organizaciones autogestionarias también en la esfera pública, en los gobiernos locales, y en lo político.

## Tipos de autogestión
Autogestión libertaria o histórica: Tiene raíces anarquistas, y es el primer sentido de autogestión que surge en la historia, donde la producción de grupo sin líder, organización horizontal, democracia directa y gestión colectivizada, son el motor de su funcionamiento.
Autogestión estatal: Es generada, promovida por el gobierno, siendo implementada de arriba hacia abajo en términos jerárquicos y de plataformas gubernamentales, donde el estado promueve su desarrollo y estudio, buscando la decisión comunitaria, apuntando solo a una cierta autonomía de las personas, dentro de los límites que otorgaría la dirección gubernamental.
Autogestión liberal: Se refiere a la toma de decisión del trabajador en su unidad productiva en el proceso, como resultado de la división social del trabajo al interior de una empresa. Siendo establecido un cierto autocontrol del trabajador, solamente para delegar el poder para solo aumentar la productividad e incrementar la ganancia del empresario(s), sin que ellos pierdan el control.
Autogestión sin patrón: Basado en la no existencia de un dueño y de un proceso de vaciamiento patronal de las empresas. En otro sentido a la apropiación de los medios de producción, es constituyente de una acción directa, hecho considerado como un acto político, pero esto se diluye en el tiempo, porque solo se queda estancado en la reivindicación del trabajo asalariado como derecho, pero muere porque no lucha por la transformación social y en ocasiones deviene en una metodología autoritaria similar a una empresa tradicional.
Autogestión microcomunitaria: Es una especie de protoautogestión, donde una agrupación de personas que espontáneamente o sugeridas por algún colaborador (profesional, religioso, líder comunitario, etc.). Organizan un emprendimiento de acciones, bienes, servicios, ideas, o reivindicaciones que les afectan, con fines comunitarios. Es un proceso corto en el tiempo, inclusive solo puede durar un par de días, no presentando una propuesta política de cambio social, dado que sus intereses recaen en trabajar para la concretización de una necesidad sentida.
Autogestión agente externo: Se da cuando la experiencia autogestora es promovida y comandada por persona(s) de fuera –de otra clase social, nacionalidad, profesión, partido, entre otros- que usualmente gerencia(n) la obtención de recursos para la iniciativa, y con quienes se configuran relaciones encubiertas de poder. Las acciones se caracterizarían por cierta verticalidad en vez de horizontalidad en la toma de decisiones (no siempre, y a veces con una intención totalmente diferente). El dinamismo de esta categoría es enorme: una persona de fuera puede favorecer una autogestión libertaria y, en el instante siguiente, adoptar el rol de “agente externo” director/a. Este comando externo también puede volverse un estado constante, o generar conflictos entre “internos”y “externos” en la toma de decisiones. Semejante postura puede tener raíces en la idea de vanguardia leninista, en que la “intelligentsia” del partido o de la causa debe ser obedecida en estilo casi militar, ya que ellos “saben lo que hay que hacer”. Esto aún perdura en algunas experiencias militantes.